# Тейлор, Джонни
Джонни Харрисон Тейлор (англ. Johnnie Harrison Taylor), также известен под прозвищем «Философ соула/души» (англ. Philosopher of Soul) ; 5 мая 1934, Крофордсвилл, Арканзас, США — 31 мая 2000, Даллас, Техас, США) — американский певец и автор песен в различных жанрах: от блюза и ритм-н-блюза до поп-музыки. Трёхкратный номинант премии Грэмми (1969, 1977, 2001) . Трёхкратный номинант Blues Music Awards в номинациях «Альбом соул-блюза» (1997), «Исполнитель соул-блюза» (1998, 2001). Член Зала славы блюза (2022) . Исполнитель первого сингла, достигшего «платинового» статуса RIAA : сингл «Disco Lady», возглавивший Billboard Hot 100 и Hot Soul Singles, впервые в истории был продан в количестве более двух миллионов экземпляров.

## Биография
Джонни Тейлор родился в Крофордсвилле, Арканзас в семье Вилли Тейлора и Иды Блэкман в 1934 году, рос в Уэст-Мемфисе. Официальная дата его рождения была раскрыта только после его смерти: певец долгое время утверждал, что был на четыре года моложе. Воспитывался бабушкой, которая следила за тем, чтобы он регулярно посещал церковь, где он впервые выступил в возрасте шести лет. В возрасте десяти лет переехал с бабушкой в Канзас-Сити, и в подростковом возрасте пел в госпел-квартете Melody Kings. Время от времени они выступали с уже влиятельной группой Soul Stirrers, вокалист которой Сэм Кук подружился с Тейлором и на долгое время стал в известной мере его покровителем. Исследователи и музыкальные критики всегда отмечали схожесть голосов Сэма Кука и Джонни Тейлора .
В 1953 году Тейлор перебрался в Чикаго, где вошёл в коллектив ду-воп группы Five Echoes, с которой он впервые записался на лейбле VeeJay. Вскоре он также начал петь с госпел-группой Highway QCs, с которой в 1955 году он записал песню «Somewhere to Lay My Head», где Тейлор спел главную партию вокала. Эта песня сделала группу популярной среди поклонников госпел в масштабе страны. В 1957 году Сэм Кук покинул Soul Stirrers, и Джонни Тейлор был приглашен на его место. В 1960 году, после аварии, в которой Тейлор сбил маленькую девочку, его выгнали из Soul Stirrers. Свою роль в этом сыграло и увлечение певца марихуаной, и тот факт, что он ещё подрабатывал сутенёром . Он отправился в Лос-Анджелес, намереваясь посвятить себя проповедованию (двумя годами раньше в Чикаго он был рукоположен в баптистские священники). Но Сэм Кук, создав свой лейбл SAR, подписал с Тейлором контракт, ставший первый в истории лейбла, и Тейлор стал записывать светскую музыку. Первым сольным синглом певца стал «A Whole Lot of Woman» в 1961 году. После смерти Кука в 1964 году лейбл SAR закрылся.
В 1966 году Тейлор подписал контракт со Stax Records, где руководитель лейбла Эл Белл окрестил его «Философом соула». Тейлор стал самым продаваемым исполнителем лейбла , превзойдя таких крупных звезд, как Отис Реддинг и Карла Томас. В 1967 году Тейлор выпустил свой первый альбом. В 1968 году Тейлор в сопровождении записи группой Booker T. & the M.G.’s, выпустил свой первый крупный хит в стиле поп и R&B «Who's Making Love». Песня заняла первое место в чартах R&B и пятое место в Billboard Hot 100, и получила «золотой» статус. Тейлор был номинирован на премию Грэмми в номинации «Лучшее мужское вокальное исполнение в стиле ритм-энд-блюз», уступив лавры лишь Отису Реддингу. В период до 1975 года Тейлор был одним из ведущих артистов Stax Records, более дюжины раз попав в чарты, так песня «I Believe in You (You Believe in Me)» заняла 11 место в Billboard Hot 100, и этот сингл тоже разошёлся тиражом более миллиона копий .
В 1975 году Stax Records обанкротилась и Тейлор заключил контракт с Columbia Records. В 1976 году он выпустил свой первый альбом Eargasm, в который вошел его самый большой хит «Disco Lady», который занял первое место как в R&B, так и в Billboard Hot 100 и стал первым синглом, получившим платиновый статус, проданным тиражом более двух миллионов копий. В 1977 году сингл был номинирован на Грэмми. Лейбл настаивал на том, чтобы Тейлор оставался в рамках диско-музыки, но поскольку это не было стилем Тейлора, продажи его альбомов пошли вниз. В 1982 году Тейлор подписал контракт с Beverly Glen Records и вернулся в чарты R&B с «What About My Love». В 1984 году он подписал контракт с Malaco Records и стал одним из самых популярных артистов лейбла. Он выпустил ряд хитовых альбомов R&B для лейбла, начиная с This Is Your Night. Его альбом 1996 года Good Love возглавил блюзовые чарты Billboard благодаря синглу «Last Two Dollars», а альбом стал самым продаваемым в истории Malaco. Он был номинирован на Blues Music Awards как лучший альбом соул-блюза. Тейлор выпустил свой последний альбом Gotta Get the Groove Back в 1999 году. После смерти музыканта в 2000 году альбом был номинирован на Грэмми 2001 года, а Джонни Тейлор в том же 2001 году посмертно претендовал на получение Blues Music Awards в номинации «Исполнитель соул-блюза»
Жил в Данканвилле, пригороде Далласа. 31 мая 2000 года Тейлор перенес сердечный приступ и скончался в методистской больнице Чарлтона в Далласе. Был похоронен рядом со своей матерью, Идой Мэй Тейлор, на кладбище Форрест-Хилл в Канзас-Сити , штат Миссури. Последней песней Тейлора была песня «Soul Heaven», в которой он мечтал оказаться на концерте с участием покойных афроамериканских музыкальных икон, среди которых Луи Армстронг, Отис Реддинг, Зи Зи Хилл, The Notorious BIG и другие.
Тейлор был женат дважды и открыто признал свое отцовство в отношении шестерых детей. Он умер, не оставив завещания, и во время процедуры оформления наследства еще три человека (одна женщина и двое мужчин) заявили о себе как о его детях. Тесты ДНК подтвердили их заявления, и имущество Тейлора было разделено поровну между его девятью детьми .
Член Зала славы блюза (2022), Член Национального зала славы ритм-н-блюза (2015), Член Зала славы чернокожих Арканзаса (1999), обладатель премии Pioneer Award от Rhythm and Blues Foundation (1999)
«Что же делает Тейлора поставщиком мемфисского соула, и чем он отличается от южного соула? Считается, что мемфисскому соулу не хватает жёсткости южного соула, который практиковали Рэй Чарльз , Уилсон Пикетт , Литтл Вилли Джон или Отис Реддинг; с другой стороны, мемфисский соул, как правило, более отполирован и спродюсирован, что придает музыке пышность вместо деревенского госпел-блюза. Основываясь на Taylored in Silk, Тейлора можно рассматривать как переходную фигуру между земной страстью Реддинга и совершенством мемфисского соула Эла Грина» .
«Независимо от того, какой материал он подавал своим эластичным низким тенором, Тейлор был стилистом песен с поразительной последовательностью и захватывающим дух авторитетом» .
«Хотя в их голосах [с Сэмом Куком] было явное сходство, работа Тейлора в целом давала более суровое и жесткое ощущение. Между ними также были различия в темпераменте, которые отражались в том, как они пели. По крайней мере, в записанных работах Кука часто присутствовала трансцендентная, почти потусторонняя грация его стиля. Напротив, Тейлор всегда звучал подчёркнуто как бывалый человек. Даже когда он пел например госпел, он всегда казался человеком, который будто лично хорошо знаком с грехами и слабостями, о которых пел. Это „знающее“ качество его стиля всегда было центральной частью его привлекательности» .

## Дискография
| 1967                                     | Wanted: One Soul Singer                        | —   | 26 | Stax         |
| 1968                                     | Who's Making Love...                           | 42  | 5  | Stax         |
| 1968                                     | Raw Blues                                      | 126 | 24 | Stax         |
| 1968                                     | Rare Stamps                                    | —   | 33 | Stax         |
| 1969                                     | The Johnnie Taylor Philosophy Continues        | 109 | 10 | Stax         |
| 1971                                     | One Step Beyond                                | 112 | 6  | Stax         |
| 1973                                     | Taylored in Silk                               | 54  | 3  | Stax         |
| 1974                                     | Super Taylor                                   | 182 | 10 | Stax         |
| 1976                                     | Eargasm                                        | 5   | 1  | Columbia     |
| 1977                                     | Rated Extraordinaire                           | 51  | 6  | Columbia     |
| 1977                                     | Reflections                                    | —   | 45 | RCA          |
| 1977                                     | Disco 9000                                     | 183 | 22 | Columbia     |
| 1978                                     | Ever Ready                                     | 164 | 35 | Columbia     |
| 1979                                     | She's Killing Me                               | —   | 53 | Columbia     |
| 1980                                     | A New Day                                      | —   | 75 | Columbia     |
| 1982                                     | Just Ain't Good Enough                         | 172 | 19 | Beverly Glen |
| 1984                                     | This Is Your Night                             | —   | 55 | Malaco       |
| 1985                                     | Wall to Wall                                   | —   | 46 | Malaco       |
| 1987                                     | Lover Boy                                      | —   | 70 | Malaco       |
| 1988                                     | In Control                                     | —   | 43 | Malaco       |
| 1989                                     | Crazy 'Bout You                                | —   | 47 | Malaco       |
| 1991                                     | I Know It's Wrong But I... Just Can't Do Right | —   | 59 | Malaco       |
| 1993                                     | Real Love                                      | —   | 76 | Malaco       |
| 1996                                     | Good Love!                                     | 108 | 15 | Malaco       |
| 1998                                     | Taylored to Please                             | —   | 44 | Malaco       |
| 1999                                     | Gotta Get the Groove Back                      | 140 | 30 | Malaco       |
| 2001                                     | There's No Good in Goodbye                     | —   | 30 | Malaco       |
| "—" означает, что альбом не попал в чарт |                                                |     |    |              |